# وارتنبرگ
وارتنبرگ (به آلمانی: Wartenberg, Bavaria) یک شهر در آلمان است که در بایرن واقع شده‌است.

## خصوصیات
وارتنبرگ ۱۷٫۸۸ کیلومترمربع مساحت دارد ۴۳۰ متر بالاتر از سطح دریا واقع شده‌است.